# Veleposlaništvo Republike Slovenije na Češkem
Veleposlaništvo Republike Slovenije na Češkem (uradni naziv Veleposlaništvo Republike Slovenije Praga, Češka) je diplomatsko-konzularno predstavništvo (veleposlaništvo) Republike Slovenije s sedežem v Pragi (Češka).
Trenutna veleposlanica je Tanja Strniša.

## Veleposlaniki
- Aleš Baluta (julij 2024–)

- Tanja Strniša (2019–31. julij 2024)
- Leon Marc (2015–2019)
- Smiljana Knez (2011–2015)
- Franc But (2007–2010)
- Drago Mirošič (2002–2006)
- Damjan Prelovšek (1998–2002)